# Jean-Paul-Louis Collas
 (février 2021).
Si vous disposez d'ouvrages ou d'articles de référence ou si vous connaissez des sites web de qualité traitant du thème abordé ici, merci de compléter l'article en donnant les références utiles à sa vérifiabilité et en les liant à la section « Notes et références ».
Pour les articles homonymes, voir Collas.
Jean-Paul-Louis Collas, né le 13 septembre 1735 à Thionville, mort le 22 janvier 1781 à Pékin, est un savant missionnaire français.

## Biographie
Fils du sieur Collas, procureur du roi au bailliage de Thionville et de son épouse dame Catherine Reine Standt de Limbourg, Collas, doué d’un esprit propre à l’étude des sciences exactes, s’y livra par gout, et professa de bonne heure, avec distinction, les mathématiques à l’université de Lorraine.
Profitant des instruments exacts qui étaient à leur disposition au collège à l’observatoire du collège de Pont-à-Mousson où l’abbé Grosier a vécu avec lui, suivant ses leçons pendant trois ans et l’aidant quelquefois, comme son élève, dans ses observations astronomiques, Collas tenait un compte exact, avec le P. Barlet, des phénomènes célestes et faisaient d’intéressantes observations. Ils s’aperçurent même d’une éclipse de soleil qui n’avait été ni prévue ni annoncée par les astronomes de Paris. Les détails de cette observation furent publiés par les journaux de l’époque.
Ayant quitté, avec François Bourgeois, la France en 1767 pour aller prêcher en Chine, où il arriva dans le cours de la même année, Collas fut au nombre des derniers missionnaires français à avoir accès dans l’Empire du milieu. S’étant rendu à Pékin, on l’attacha comme mathématicien et astronome de l’empereur de Chine, et il mourut dans cette ville. On conserve encore à Thionville différents objets tournés par Collas, qui était fort adroit de la main.
Collas a fait insérer d’intéressantes notices dans la collection des Mémoires sur les Chinois.

## Publications
- État des réparations et additions faites à l’observatoire bâti depuis longtemps dans la maison des Missionnaires français à Pékin.
- Observations astronomiques faites à Pékin en 1775.
- Lettre sur la quintessence minérale de M. le comte de Lagaraye.
- Lettre sur un sel appelé par les Chinois Kiev.
- Lettre sur la chaux noire de la Chine, sur une matière appelée Lieou-li, espèce de verre, et sur une sorte particulière de mottes à bruler.
- Lettre sur le Hoaxg-fav ou vitriol, sur le Naocha ou sel ammoniac, sur le Hoakg-pé-mou.
- Notice sur le charbon de terre.
- Notice sur le cuivre blanc de la Chine, sur le minium et l’amadou.
- Notice sur un papier doré sans or.
- Notice sur le bambou.
- Mémoire sur la valeur du taèl d’argent en monnoie de France.